# نيف زريهان
نيف زريهان (بالعبرية: ניב זריהן‏) (24 مايو 1994 بأشدود في إسرائيل - ) هو لاعب كرة قدم إسرائيلي في مركز الهجوم. شارك مع منتخب إسرائيل تحت 21 سنة لكرة القدم. أما مع النوادي، فقد لعب مع نادي أسدود.

## روابط خارجية
- نيف زريهان على موقع قاعدة بيانات كرة القدم.إي يو (الإنجليزية)
- نيف زريهان على موقع Soccerway.com (الإنجليزية)